# Luigi Sepiacci
Luigi Sepiacci, né Domenico Daniele Sepiacci, le 12 septembre 1835 à Castiglione del Lago en Ombrie et mort le 26 avril 1893 à Rome, est un cardinal italien du XIXe siècle. Il est membre des Ermites de saint Augustin

## Biographie
Luigi Sepiacci est professeur à Rome et procurateur général de son ordre. Il est nommé évêque titulaire de Callinicum (de) en 1833 et consacré le 18 mars de la même année par Raffaele Monaco La Valletta avec comme co-consécrateurs Giulio Lenti (pt) et François Marinelli. Mgr Sepiacci est président de l'École vaticane de diplomatie et secrétaire de la Congrégation des évêques.
Le pape Léon XIII le crée cardinal lors du consistoire du 14 décembre 1891. Le cardinal Sepiacci est préfet de la Congrégation des indulgences.